# Kuiu Island
Kuiu Island är en av öarna i Alexanderarkipelagen i den amerikanska delstaten Alaska. Hela den 1 936 km² stora ön ingår i ett naturreservat; Tongass National Forest, och år 2000 bodde det endast 10 personer där.